# Rigobert Moupondo
Rigobert Moupondo Mafundji, né en janvier 1946 à Kikwit, est Menikongo Suku, avocat et homme politique kino-congolais. Il est chef de groupement Meni-Kongo dans le secteur Kwenge du territoire de Bulungu, dans le district du Kwilu en province du Bandundu ; il a été secrétaire permanent à la commission nationale pour les réfugiés (CNR), vice-gouverneur du Katanga, du Bas-Congo et de Kinshasa.

## Biographie
Rigobert Moupondo Mafundji est le fils de Menikongo Sébastien Moupondo, sénateur membre du Parti solidaire africain (PSA) à l’époque de l’indépendance du Congo-Kinshasa. Il étudie au collège Albert-Ier (aujourd’hui collège Boboto) à Kinshasa.
Après avoir obtenu une bourse, il étudie à l’université d’Aix-en-Provence et y obtient une licence en droit en 1970, et une spécialisation en droit des affaires en 1971.
Il retourne ensuite à Kinshasa, et de 1971 à 1972, il occupe le poste de responsable du service juridique de la Société financière de Développement (SOFIDE). En 1973, il quitte ce poste pour travailler comme avocat au barreau de Kinshasa.
De 1977 à 1979, il est commissaire de zone de Mont-Ngafula à Kinshasa. Jusqu’en 1988, il occupe successivement les postes de commissaire sous-régional-assistant du Nord-Kivu, commissaire urbain de Zongo, commissaire sous régional du Haut-Katanga, commissaire urbain de Kananga et commissaire sous-régional du Tanganyika. De 1988 à 1992, il est successivement vice-gouverneur du Katanga, du Bas-Congo et de Kinshasa.
En 1992, lors de la démocratisation de la politique au Congo, il démissionne de son poste de vice-gouverneur pour des raisons morales. Dépouillé de ses biens, il s’exile en Suède, le pays de son épouse, et devient administrateur de l’association de promotion culturelle Afroviking de 1993 à 1996.
En 1996, il devient conseiller juridique et administratif du ministre de l'Intérieur Gérard Kamanda wa Kamanda.
De 1997 à 1999, il est directeur de cabinet des ministres de l'Intérieur Mwenze Kongolo et Gaëtan Kakudji, auprès desquels il initie et travaille sur plusieurs réformes, dont la création de la police nationale ainsi que la loi territoriale actuelle du pays.
En 1999, Rogobert Moupondo devient directeur juridique, ensuite expert technique pour la RDC à l'UNHCR, avant de devenir secrétaire permanent de la commission des réfugiés (CNR) en 2004, où il finit sa carrière et prend sa retraite en 2008 sous le grade de secrétaire général de la fonction publique et se consacre pleinement à ses sujets et son groupement.